# Добродеева, Виктория Николаевна
Викто́рия Никола́евна Доброде́ева (20 октября 1934, Москва — 21 октября 2020) — советская гребчиха, рулевая, выступала за сборную СССР по академической гребле во второй половине 1950-х — первой половине 1960-х годов. Девятикратная чемпионка Европы, многократная чемпионка СССР, Спартакиады народов СССР, обладательница Кубка СССР. На соревнованиях представляла спортивные общества «Крылья Советов» и «Труд». Мастер спорта СССР (1955), заслуженный мастер спорта СССР (1989).

## Биография
Родилась 20 октября 1934 года в Москве.
Активно заниматься академической греблей начала в раннем детстве, состояла в столичных добровольных спортивных обществах «Крылья Советов» и «Труд».
Первого серьёзного успеха добилась в сезоне 1955 года, когда стала чемпионкой СССР по гребле на парных четвёрках и, попав в основной состав советской национальной сборной, удостоилась права защищать честь страны на чемпионате Европы в Бухаресте, где, будучи рулевой, в той же дисциплине обогнала всех своих соперниц и завоевала золотую медаль. Год спустя повторила это достижение на европейском первенстве в Югославии, одержав победу в аналогичной гонке, прошедшей на Бледском озере.
В 1957 году на чемпионате Европы в немецком Дуйсбурге Добродеева стала чемпионкой в заездах распашных четвёрок, ещё через год на европейском первенстве в польской Познани выиграла золото в распашных восьмёрках. На чемпионате Европы 1959 года во французском Маконе получила сразу две золотые награды, в распашных четырёхместных и восьмиместных экипажах. В следующем сезоне, неизменно оставаясь рулевой советской восьмёрки, была лучшей на первенстве Европы в Лондоне. В 1961 и 1962 годах вновь становилась чемпионкой Европы в восьмёрках, на соревнованиях в Праге и Берлине соответственно. Последний раз завоевала золото всесоюзного первенства в 1963 году и вскоре приняла решение оставить большой спорт.
После завершения карьеры спортсменки работала чиновницей, занимала должность заместителя начальника отдела печати Госконцерта СССР.
За выдающиеся спортивные достижения в 1989 году удостоена почётного звания «Заслуженный мастер спорта СССР».

## Награды
- Орден «Знак Почёта» (16.09.1960) — за успешные выступления в XVII летних и VIII зимних Олимпийских играх 1960 года, а также за выдающиеся спортивные достижения[5][6].